# Heinrich Ulrichs
Heinrich Nicolaus Ulrichs (* 8. September 1807 in Bremen; † 10. Oktober 1843 in Athen) war ein deutscher Klassischer Philologe.

## Leben
Ulrichs, Sohn eines Bremer Weinhändlers, studierte ab 1827 Klassische Philologie in Leipzig, ab 1828 in Bonn und München. In Bonn war er seit 1829 Mitglied des Corps Rhenania. Er promovierte 1831 zum Dr. phil. und begleitete 1833 König Otto in das als selbständiger Staat neu entstandene Griechenland, wo er zunächst Lateinlehrer an dem 1834 nach Athen verlegten Gymnasium von Ägina wurde. 1837 wurde er ordentlicher Professor der lateinischen Sprache an der neugegründeten Universität Athen. Er war Mitdirektor des philosophischen Seminars und Mitglied der Kommission zur Ausarbeitung der Universitätsgesetze. Kurz vor seinem Tod 1843 wurde er im Zuge nationalistischer Strömungen wie alle deutschen Beamten entlassen.
Zahlreiche Reisen führten ihn durch das Land und seine Reisen und Forschungen sind bis heute ein wichtiges landeskundliches Quellenwerk.
Ulrichs war seit 1836 mit Christine, einer Tochter des Bremer Senators Johann Carl Friedrich Gildemeister, verheiratet. Der Schiffsbaumeister Hermann Friedrich Ulrichs in Bremen-Vegesack war sein jüngerer Bruder.

## Schriften
- Lateinische Grammatik in neugriechischer Sprache. Athen 1835.
- Latein-Lesebuch. 2 Bände. Athen 1836.
- Reisen und Forschungen in Griechenland. 2 Bände. Heyse, Bremen 1840; Weidmann, Berlin 1863 (online).
- Lexicon Latino-Graecum. Athen 1843 (online).
- Topographie der Häfen von Athen. München 1843.
- Der Tempel der Ergane auf der Acropolis von Athen. München 1843.